# Maria Annunciata av Bourbon-Bägge Sicilierna
Maria Annunciata av Bourbon-Sicilien, född 24 mars 1843, död 22 maj 1871, var en österrikisk ärkehertiginna. Hon gifte sig 1862 med ärkehertig Karl Ludvig av Österrike, och blev mor till Franz Ferdinand, vars mord i Sarajevo 1914 ledde till första världskriget.

## Biografi
Maria Annunziata, kallad "Ciolla", var äldsta dotter till kung Ferdinand II av Bägge Sicilierna och Maria Theresa av Österrike. 
Den 16 oktober 1862 gifte hon sig med ärkehertig Karl Ludwig av Österrike, en bror till kejsar Franz Josef, i dennes frånvaro, följt av ännu en vigsel i det österrikiska Venedig fem dagar senare, nu i båda parters närvaro. Hennes svärmor konstaterade snart att hon led av lungtuberkulos och placerade därför paret i österrikiska Slovenien. De flyttade senare på hennes önskan till Graz, där Maria Annunciata trivdes dåligt och levde isolerat. 
De täta graviditeterna förvärrade hennes hälsa, men hon vägrade att flytta till sydliga trakter av hälsoskäl och led av periodvis depression. Hon hade även attacker av epilepsi. År 1865 flyttade familjen på hennes önskan till Wien, där Maria Annunciata blommade upp och ivrigt deltog i sällskapslivet och besökte hovbaler, Burgtheatern och Operan. 
Barnen isolerades efter hand från henne på grund av att man trodde att hon kunde smitta dem. Vid förlossningen 1868 troddes hon allmänt vara nära döden, men hon återhämtade sig snabbt. Hon avled efter ett års sjukdom.

## Barn
1. Frans Ferdinand av Österrike (1863–1914), gift med Sophie von Chotek (1868–1914)
2. Otto av Österrike (1865-1906), gift med Maria Josefa av Sachsen (1867–1944)
3. Ferdinand Karl av Österrike (1868–1915), gift (morganatiskt) med Bertha Czuber
4. Margarethe av Österrike (1870–1902), gift med Albrecht av Württemberg (1865–1939)